# Fernand Montessus de Ballore
Fernand Jean Batiste Marie Montessus de Ballore (Dompierre-sous-Sanvignes, Saona y Loira, Francia, 19 de junio de 1851-Santiago de Chile, 31 de enero de 1923) fue un conde, militar y sismólogo francés y el primer director del Servicio Sismológico de Chile. 

## Biografía
Estudió en la École Polytechnique de París. 
En 1881, Montessus de Ballore formó parte de una misión militar francesa en El Salvador, donde se comenzó a interesar por los terremotos. Desde entonces comenzó a publicar sus investigaciones sobre sismología en diversas revistas europeas y en 1888 obtuvo un premio de la Academia de Ciencias de París a la mejor tesis en dichas materias.
Tras del Terremoto de Valparaíso de 1906, que destruyó gran parte de Valparaíso y la zona central de Chile en septiembre de 1907 Montessus de Ballore fue contratado por el gobierno de Chile, para que dirigiera el nuevo Servicio Sismológico, el cual fue fundado al año siguiente, el 1 de mayo de 1908.  Hizo un listado exhaustivo de los sismos en el mundo y estableció una red de 26 estaciones sismológicas en Chile, una de las más modernas de la época. Aunque recientes investigaciones históricas dan cuenta de que Montessus de Ballore además hizo clases en la Universidad de Chile sobre construcción sismo-resistente, prestó asesoría al gobierno y que el Servicio Sismológico de Chile funcionó inicialmente con un centro principal edificado en el Cerro Santa Lucía, luego con una red de 4 observatorios de segunda clase en Tacna, Copiapó, Osorno y Punta Arenas creados entre 1908 y 1909, 29 estaciones sísmicas creadas en 1909, además de una red de observadores compuesta por telégrafos, guardianes de faro, ferrocarriles y voluntarios.